# Bertrand de Thercy
Bertrand de Thercy   (França, mil·lenni II - Acre, c. 1231 (Gregorià)) fou el 14è Mestre de l'Hospital. Va succeir a Garin de Montaigu el 1230 i a l'octubre de l'any següent consta com a mort, per tant, va poder regir molt poc temps l'orde. El va succeir Guerin Lebrun.